# Peperomia stenocarpa
Peperomia stenocarpa är en pepparväxtart som beskrevs av Eduard August von Regel. Peperomia stenocarpa ingår i släktet peperomior, och familjen pepparväxter. Inga underarter finns listade i Catalogue of Life.